# 해병원정대
해병원정대(海兵遠征隊, 영어: Marine Expeditionary Unit, MEU)은 미국 해병대의 해병 공지 기동대의 최소 부대단위이다. 1개 해병 원정대는 2,200명 규모로 이루어져 있고, 대령이 지휘한다. 3개의 해병 원정대 중에서 1개는 실전배치, 1개는 실전배치를 위한 훈련, 1개는 휴식을 취하는 순환을 한다.

## 요소
지상전투제대(Ground Combat Element; GCE)
대대 상륙대를 기반으로, 보병대대와 포병포대, 상륙돌격장갑차 소대, 전투공병소대, 경기갑수색중대, 전차소대, 수색소대, 그외 임무와 상황에 따라 다른 부대가 지원된다. 전력은 약 1,100명이다. 수색소대는 해병특수임무적합군 목적 부대의 기본 요소로서 제공된다. 돌격 소대 (수색대에서 증편된 직접행동소대), 경비 (대대 상륙대에서 뽑힌 보병소대), 정찰 및 관측 부대, 본부반의 4개 요소로 이루어져 있다. 전력은 총 350명의 해병과 수병이다.
항공전투제대(Aviation Combat Element; ACE)
해양 구성 비행대 (지원된)로 중/대형 헬리콥터 비행대와 3개 다른 종류의 증편된 헬리콥터, 1개 상륙 비행 갑판 호환 전투기 분견대, 그리고 해병항공관제단 분견대와 항공교통관제대, 직접 항공 지원, 그리고 방공부대로 구성된다.
군수전투제대(Logistics Combat Element; LCE)
군수전투제대 (옛 전투근무지원제대(Combat Service Support Element; CSSE))는 제한적인 원정 환경에서 15일 간의 물자 전문자와 장비를 제공한다. 근무 지원, 의무, 치과, 정비, 수송, 폭발물 해제, 헌병, 도구 생산 및 보급, 대량의 연료, 그리고 다른 기술 전문가들이 포함된다. 약 300명의 해병과 수병으로 이뤄져 있다. 이들을 종종 MEU 근무지원단이라도 한다.
지휘제대(Command Element; CE)
MEU 지휘관과 지원 참모들이 다른 3개 요소를 지휘통제를 한다. 이들은 함포사격지원, 수색, 관측, 특화된 통신, 무전 수색(SIGINT), 전자전, 첩보 및 방첩, 그리고 민사 임무에 특화된 분견대이다. 200명의 해병과 수병으로 구성된다.
원정타격단(Expeditionary Strike Group; ESG)
거의 MEU는 필요한 병력을 실은 3개 상륙함과 유도미사일로 무장한 순양함(CG)과 구축함(DDG), 잠수함 (SSN)의 호위 지원을 받아, 원정타격단과 주기적으로 지중해, 서태평양, 대서양 및 인도해에 전개한다. 원정타격단 도입 이전에는 상륙준비단(ARG)의 일원이었다.

## 목록
동해안의 해병원정대는 대서양부터 유럽, 아프리카 대륙과 지중해를 담당하는 제2해병원정군 소속으로 노스캐롤라이나주 MCBC 르죈에 주둔하고 있다.
태평양 해병대 예하 제1해병원정군과 제3해병원정군은 인도-아시아, 그리고 중동까지 관할한다. 그리고 서해안 해병원정대는 제1해병원정군 소속으로서 캘리포니아주의 MCBC 펜들턴에 주둔하고 있다. 
제31해병원정대는 소속하는 제3해병원정군과 함께 유일하게 영구적으로 전방배치된 부대로서 해외인 일본 오키나와에 있다. 2,200여 명 규모로 한반도 유사시 가장 먼저 증파되는 부대중의 하나다.
| 소속                  | 문장              | 이름              | 본부                       |
| 서해안 해병원정대     | 서해안 해병원정대 | 서해안 해병원정대 | 서해안 해병원정대          |
| --------------------- | ----------------- | ----------------- | -------------------------- |
| 제1해병원정군         |                   | 제11해병원정대    | 캘리포니아주 MCBC 펜들턴   |
| 제1해병원정군         | 제13해병원정대    |                   | 캘리포니아주 MCBC 펜들턴   |
| 제1해병원정군         | 제15해병원정대    |                   | 캘리포니아주 MCBC 펜들턴   |
| 동해안 해병원정대     |                   |                   |                            |
| 제2해병원정군         |                   | 제22해병원정대    | 노스캐롤라이나주 MCBC 르죈 |
| 제2해병원정군         | 제24해병원정대    |                   | 노스캐롤라이나주 MCBC 르죈 |
| 제2해병원정군         | 제26해병원정대    |                   | 노스캐롤라이나주 MCBC 르죈 |
| 전방배치된 해병원정대 |                   |                   |                            |
| 제3해병원정군         |                   | 제31해병원정대    | 일본 오키나와현 캠프 핸슨  |

## 같이 보기
- 미국 해병대의 부대 목록
- 해병공지기동대

## 참고

### 인용
1. ↑  《Amphibious Ready Group and Marine Expeditionary Unit Overview》, pp.8
2. ↑  김도균; 권우성 (2009년 3월 10일). “한미 해병대가 시가전 훈련장에 간 까닭은?”. 오마이뉴스. 2011년 3월 31일에 확인함.

### 자료
- “Amphibious Ready Group and Marine Expeditionary Unit Overview” (PDF) (영어). United States Marine Corps. 2020년 1월 16일에 확인함.
- “Marine Expeditionary Unit”. 《globalsecurity.org》 (영어). 2011년 7월 5일. 2020년 1월 19일에 확인함.